# Olle Larsson
Olof Hindrik "Olle" Larsson (født 21. juni 1928 på Torsö, død 13. januar 1960 i Trollhättan) var en svensk roer.
Larsson vandt (sammen med Gösta Eriksson, Ivar Aronsson, Evert Gunnarsson og styrmand Bertil Göransson) sølv ved OL 1956 i Melbourne i disciplinen firer med styrmand. Italien og Finland vandt henholdsvis guld og bronze. Ved de samme lege var han med i den svenske otter, der blev nummer fire i konkurrencen.
Larsson vandt desuden to EM-sølvmedaljer i 1955, en i firer med styrmand og en i otter. Derudover vandt han otte svenske mesterskaber og tre nordiske.
Larsson døde i en bådulykke i Trollhättan i 1960, 31 år gammel.

## OL-medaljer
- 1956:  Sølv i firer med styrmand